# Błękit mlekowy
Błękit mlekowy – roztwór błękitu anilinowego w stężonym kwasie mlekowym. Używany jest do barwienia zarodników lub strzępek grzybów przed ich mikroskopową obserwacją. Zarodniki lub komórki silniej wybarwiające się błękitem mlekowym są określane jako „cyjanofilne” (CB+), niewybarwiające się jako CB-. Określenie cyjanofilności ma duże znaczenie przy oznaczaniu niektórych gatunków.
Odczynnik przygotowuje się z 0,05 g błękitu anilinowego i 30 ml kwasu mlekowego o stężeniu 80–85%. Rozpuszczanie trwa kilka dni, po czym pozostały osad odsącza się.
Błękit anilinowy używany jest też czasem w formie roztworu wodnego w proporcji 1:1000.